# Лисичине
Лисичине су насељено мјесто у општини Воћин, у Славонији, у Вировитичко-подравској жупанији, Република Хрватска.

## Географија
Лисичине се налазе око 7 км сјеверозападно од Воћина.

## Историја
До територијалне реорганизације у Хрватској насеље се налазило у саставу бивше општине Подравска Слатина.

## Становништво
Лисичине према попису из 2011. године нису имале становника.
| Националност       | 1991. | 1981. | 1971. | 1961. |
| Срби               | 154   | 197   | 296   | 401   |
| Хрвати             | 2     | 1     | 1     | 3     |
| Југословени        | 4     | 1     |       |       |
| остали и непознато |       |       |       | 6     |
| Укупно             | 160   | 199   | 297   | 410   |

| Демографија | Демографија | Демографија |
| Година      | Становника  | Становника  |
| ----------- | ----------- | ----------- |
| 1961.       | 410         |             |
| 1971.       | 297         |             |
| 1981.       | 199         |             |
| 1991.       | 160         |             |
| 2001.       | 6           |             |
| 2011.       | 0           |             |

## Познате личности
- Никола Миљановић Караула, народни херој Југославије
- Саво Миљановић, генерал-мајор ЈНА